# Umeå
Umeåⓘ [ˈʉːmeoː] (lokaler Dialekt: [ˈʉːmə]), umesamisch Ubmeje, ist eine Stadt in der schwedischen Provinz Västerbottens län und historischen Provinz Västerbotten. Umeå liegt an der Mündung des Flusses Ume älv am Bottnischen Meerbusen und ist Residenzstadt der Provinz und Hauptort der gleichnamigen Gemeinde.

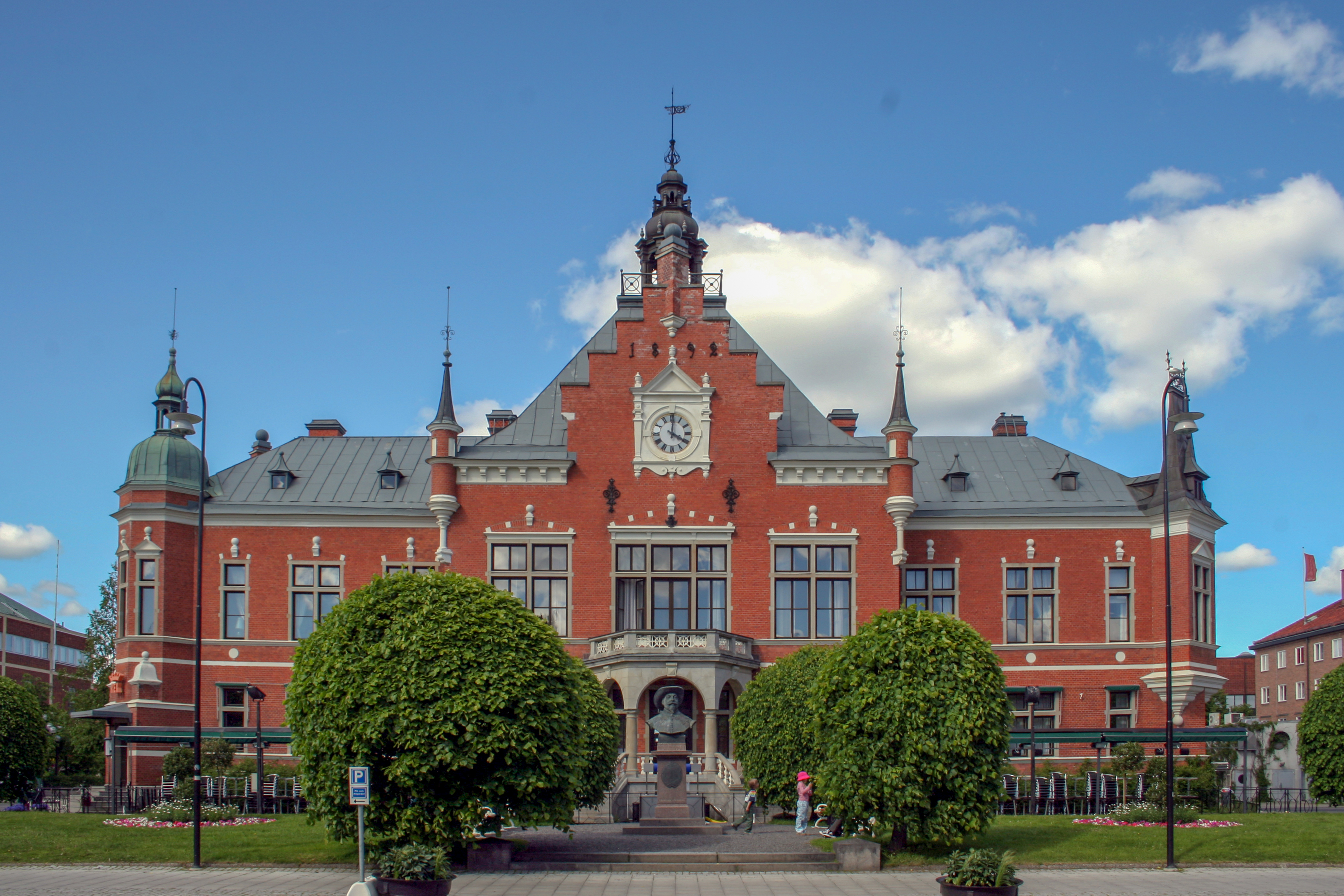
Rathaus

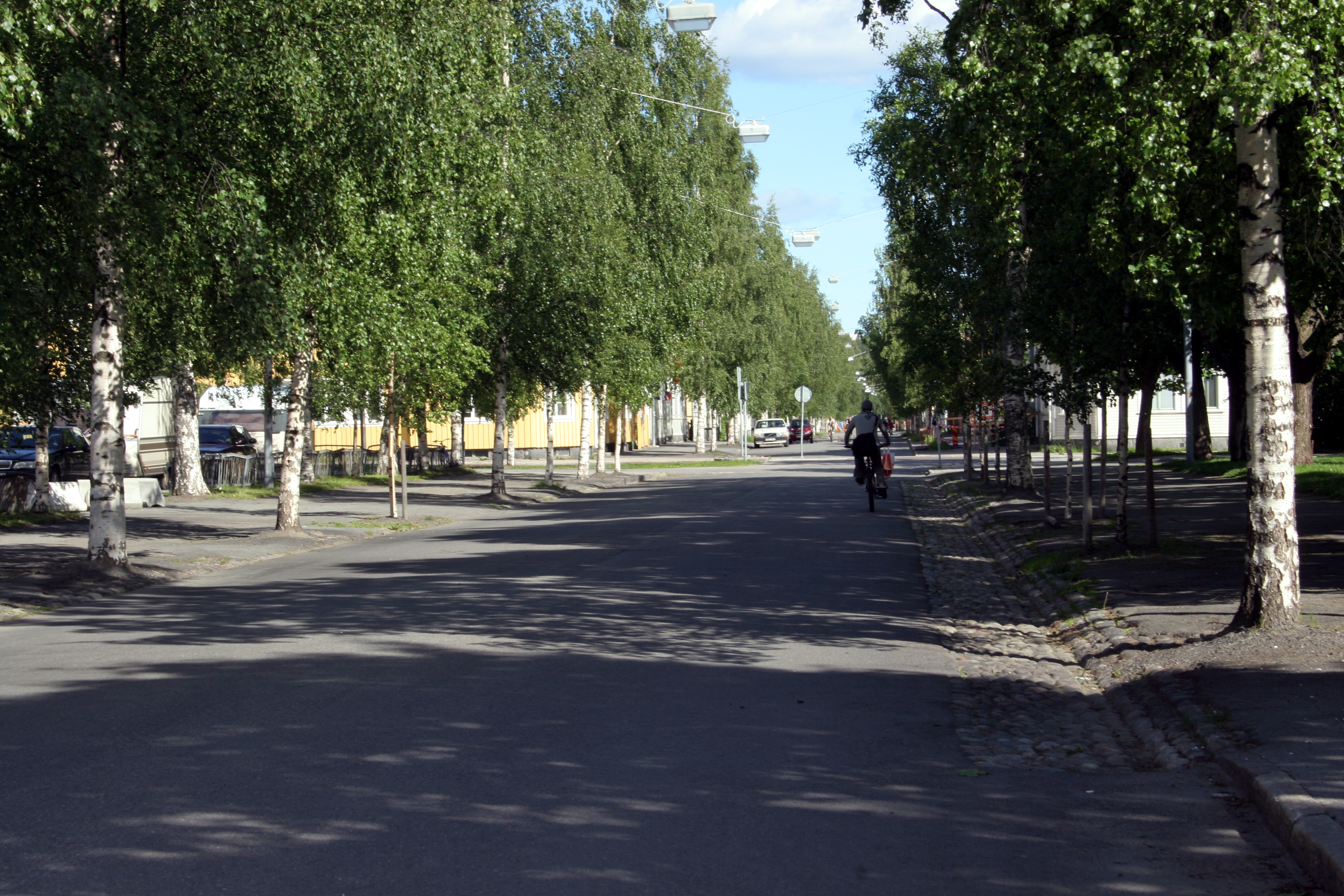
Birkenallee in Umeå

Umeå ist die größte Stadt Norrlands und dreizehntgrößter Tätort Schwedens mit 130.000 Einwohnern im Jahr 2024. Die Bevölkerungszahl hat sich seit Mitte des 20. Jahrhunderts mehr als verdoppelt, was Umeå zu einer der am schnellsten wachsenden Städte Schwedens macht. Die Gemeinde Umeå hatte im Jahr 2011 115.229 Einwohner. Ziel der Gemeinde ist es, bis zum Jahr 2050 auf 200.000 Einwohner anzuwachsen.
Umeå wird auch die Stadt der Birken genannt, seit nach einem verheerenden Feuer im Jahr 1888 ca. 3000 Birken im Stadtgebiet gepflanzt wurden. Sie ist nach Luleå Schwedens nördlichste Universitätsstadt mit zwei Universitäten und insgesamt ca. 37.000 Studenten.
Im Jahr 2010 wurde Umeå gemeinsam mit Riga als Kulturhauptstadt Europas 2014 ausgewählt. Am 31. Januar 2014 erfolgte der Startschuss für die Europäische Kulturhauptstadt Umeå, zu dem unter anderem die Schirmherren Kronprinzessin Victoria und Prinz Daniel kamen.

## Geschichte
Steinzeitliche Spuren finden sich in den Felsritzungen von Norrfors.
Umeå erhielt 1588 Stadtrechte, die Gründung der Stadt nahe der Kirche von Umeå und des dazugehörigen Handelsplatzes misslang jedoch. 1622 wurde ein erneuter Versuch gemacht, aber erst um 1640 begann sich die Stadt zu entwickeln. Umeå wurde Residenzstadt der Provinz Västerbotten. Im Großen Nordischen Krieg am Anfang des 18. Jahrhunderts wurde die Stadt 1714 von russischen Truppen niedergebrannt. Sie erholte sich danach jedoch und hatte um 1800 etwa 1.000 Einwohner. Im Jahr 1809 wurden in der Nähe der Stadt die letzten kriegerischen Kämpfe auf schwedischem Boden ausgetragen und die Stadt erneut von Russen erobert.
Im Jahr 1885 hatte Umeå 2.930 Einwohner. Ein Feuer am 25. Juni 1888 zerstörte die Stadt abermals. 2.500 der rund 3.000 Bewohner verloren dabei ihr Obdach. Die Birkenalleen, für die die Stadt seither berühmt ist, wurden nach dem Feuer angelegt, um die Ausbreitung der Flammen zu erschweren. Die Stadt ist daher in ganz Schweden als „Stadt der Birken“ bekannt. Heute stehen in Umeå um die 3000 Birken. Aufgrund der nördlichen Lage schlagen sie erst um den 25. Mai aus und verlieren ihre Blätter wieder in der zweiten Septemberhälfte.
Im 20. Jahrhundert entwickelte sich die Stadt zu einem Dienstleistungs- und Kulturzentrum für das nördliche Norrland, auch in Zusammenhang mit der Gründung der Universität Umeå 1965.

### Wappen
Das erste Stadtwappen Umeås bestand aus drei Rentierköpfen und tauchte zwanzig Jahre nach der Stadtgründung im Jahre 1622 auf. 1646 bestimmte Königin Kristina, dass die Stadt die Köpfe als Wappen führen sollte. Das Motiv wurde zwar bis in die heutige Zeit leicht verändert, doch waren es immer drei Köpfe. Sie haben ihren Ursprung im Wappen der historischen Landschaft Västerbotten, das ein Rentier darstellt.

## Klima
Umeå hat ein gemäßigtes bis kaltgemäßigtes Klima. Die Nähe zum Meer beeinflusst das Klima, sodass die Sommer und Winter milder sind als im Inland.
|                       | Jan   | Feb   | Mär  | Apr  | Mai  | Jun  | Jul  | Aug  | Sep  | Okt  | Nov  | Dez  |   |       |
| Mittl. Tagesmax. (°C) | −2,6  | −2,5  | 1,5  | 6,7  | 12,9 | 17,9 | 20,9 | 19,3 | 14,4 | 7,2  | 2,0  | −0,8 | ⌀ | 8,1   |
| Mittl. Tagesmin. (°C) | −10,4 | −11,0 | −7,5 | −2,5 | 2,1  | 7,3  | 10,7 | 9,5  | 5,1  | 0,0  | −4,1 | −7,9 | ⌀ | −0,7  |
|                       |       |       |      |      |      |      |      |      |      |      |      |      |   |       |
| Niederschlag (mm)     | 52,3  | 41,6  | 37,4 | 34,0 | 44,1 | 52,0 | 69,1 | 77,1 | 59,6 | 70,9 | 69,7 | 64,0 | Σ | 671,8 |
|                       |       |       |      |      |      |      |      |      |      |      |      |      |   |       |
| Regentage (d)         | 18,0  | 14,9  | 13,5 | 10,6 | 12,5 | 13,4 | 14,7 | 14,9 | 14,2 | 15,8 | 18,1 | 17,6 | Σ | 178,2 |

| −10,4 |

| −11,0 |

| −7,5 |

| −2,5 |

| 2,1 |

| 7,3 |

| 10,7 |

| 9,5 |

| 5,1 |

| 0,0 |

| −4,1 |

| −7,9 |

| −10,4 |

| −11,0 |

| −7,5 |

| −2,5 |

| 2,1 |

| 7,3 |

| 10,7 |

| 9,5 |

| 5,1 |

| 0,0 |

| −4,1 |

| −7,9 |

## Sehenswürdigkeiten
Umeå hat mehrere Museen, darunter der Skulpturenpark Umedalen, das Kvinnohistoriskt museum zu Frauengeschichte, das Freilichtmuseum Gammlia, bei dem sich auch das Provinzmuseum (länsmuseum) befindet, das Bildmuseum für Gegenwartskunst und visuelle Kultur (Bildmuseet Umeå), das im Mai 2012 auf den Kunstcampus der Universität Umeå umgezogen ist, sowie das 2014 gegründete Instrumentenmuseum Guitars – the Museum.
Die 1863 errichtete 301 Meter lange Gamla bron (Alte Brücke) ist die älteste erhaltene Brücke der Stadt. Das Gamla bankhuset wurde 1877 im Stil der Neorenaissance errichtet; das Von Ahnska magasinet an der Storgatan stammt aus dem Jahr 1887, die Stadtkirche von 1894. Circa 10 km flussaufwärts vom Zentrum befindet sich der Baggböle herrgård mit dem Arboretum Norr.
Die Region eignet sich nicht nur aufgrund der in der Stadt großzügig angelegten Fahrradwege für Fahrradausflüge. U.a. führt der Sverigeleden 4 (Rusksele-Holmsund mit 195 km) durch die Stadt. Des Weiteren gibt es in der Region Naturreservate, Wanderwege, Langlaufloipen, die sehenswerte Schärenlandschaft an der Küste sowie weitere Möglichkeiten für Wintersport.
Vor dem Bahnhof befindet sich die Skulptur Grön eld.

## Bildung und Wissenschaft

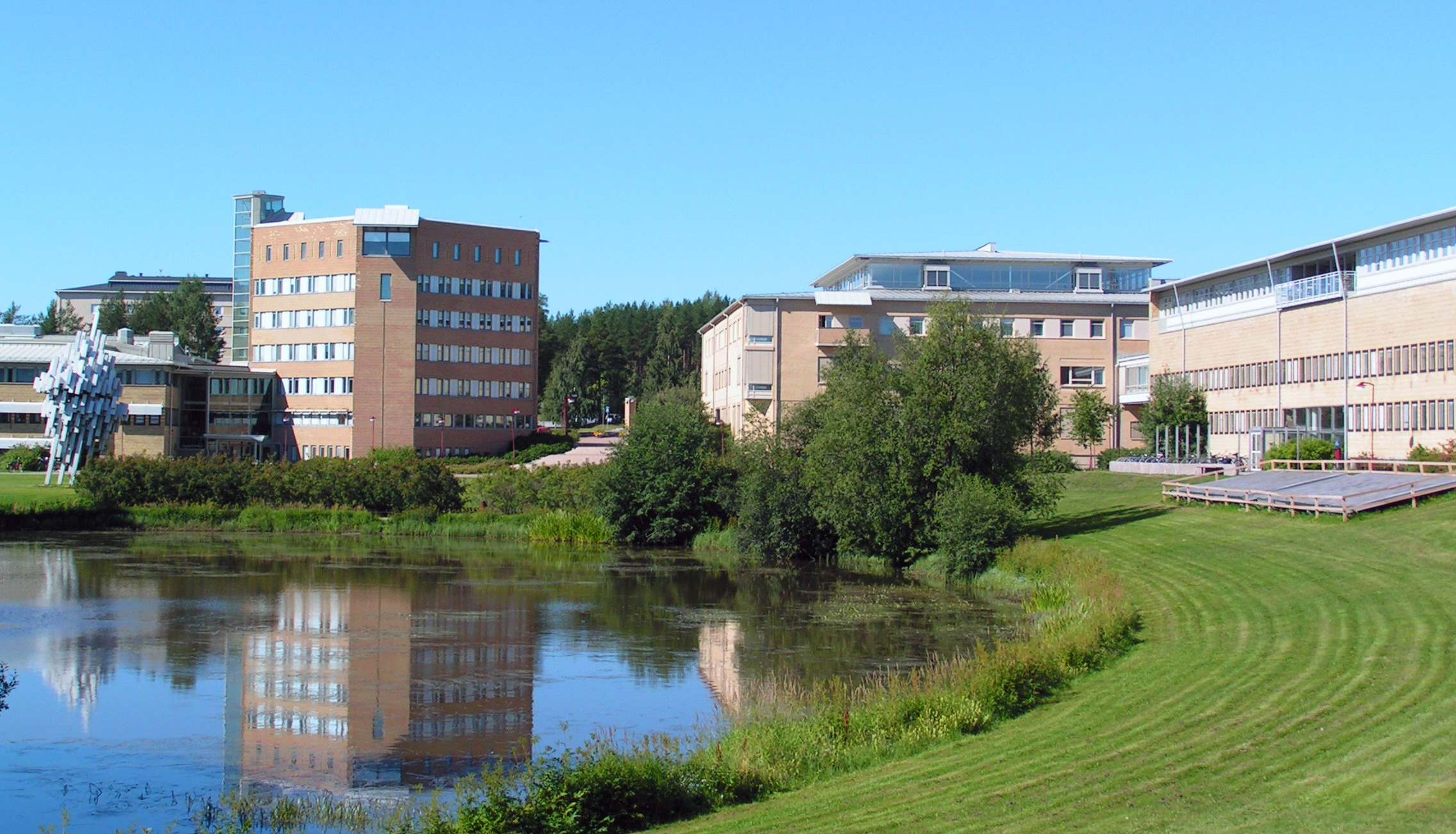
Universität Umeå

Im September des Jahres 1965 wurde in Umeå Schwedens seinerzeit fünfte Universität, die Universität Umeå (Umeå universitet), eingeweiht. Sie entstand aus der schon vorher etablierten Medizinischen Hochschule. Den Rang als Schwedens nördlichste Universität behielt Umeå bis in die 1990er Jahre, als Luleås Technische Universität gegründet wurde.
Neben der Universität Umeå existiert ein Standort der Schwedischen Universität für Agrarwissenschaften (SLU) in der Stadt.

## Wirtschaft
Umeå ist ein wichtiges Dienstleistungszentrum für Norrland. In Umeå befinden sich nicht nur die Gemeindeverwaltung, sondern auch die Provinzialverwaltung und die Verwaltung des Provinziallandtags. Weiters befinden sich auch staatliche und militärische Behörden in Umeå. Auch die Universität und die Universitätsklinik Norrlands Universitetssjukhus zählen zu den großen Arbeitgebern der Stadt.
An Industrieunternehmen sind etwa Volvo Lastvagnar AB (Volvo-Lastwagen), Cytiva Sweden AB, Komatsu Forest AB, sowie SCA Packaging Obbola AB zu nennen.

## Verkehr

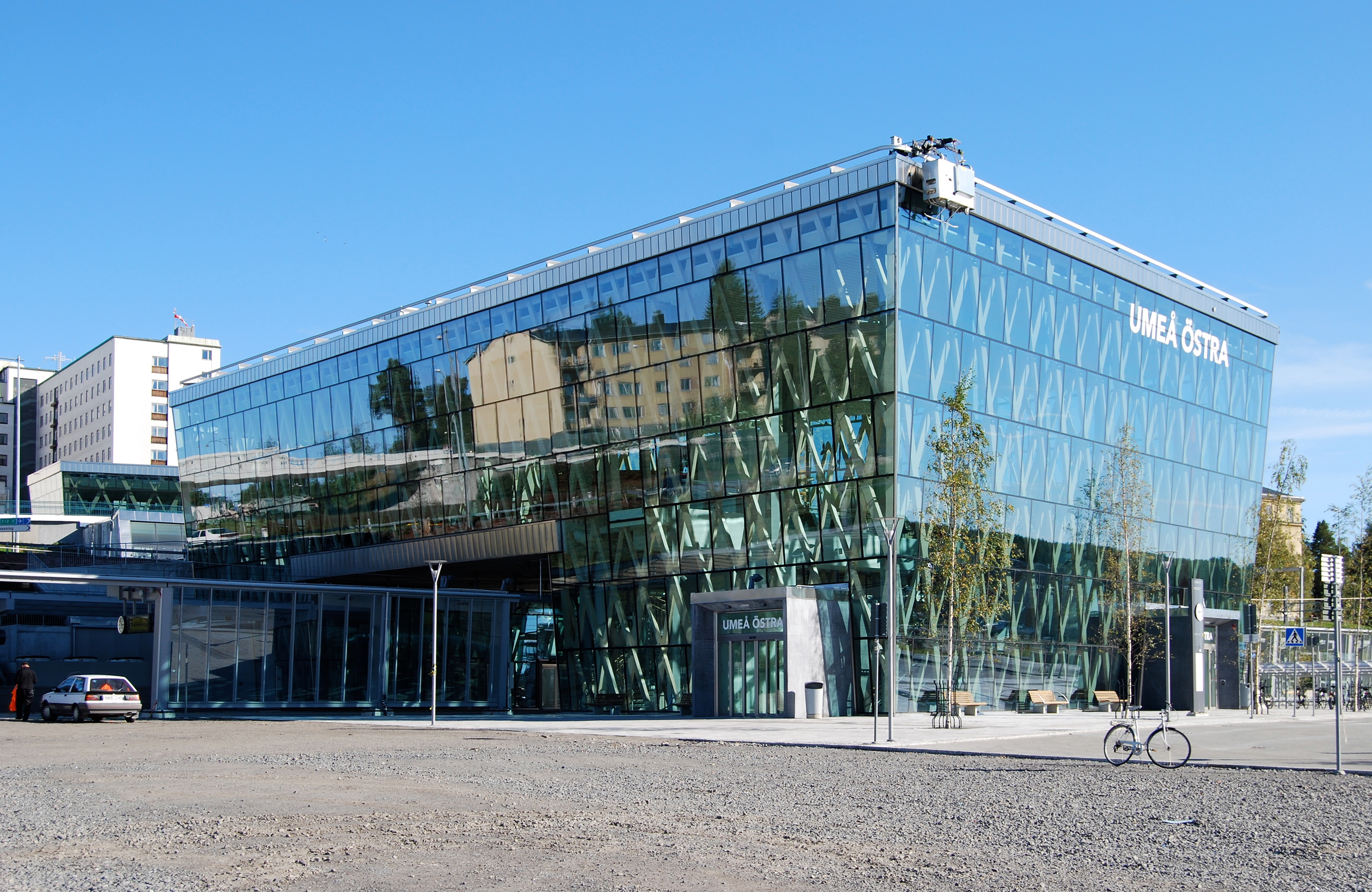
Bahnhof Umeå Östra

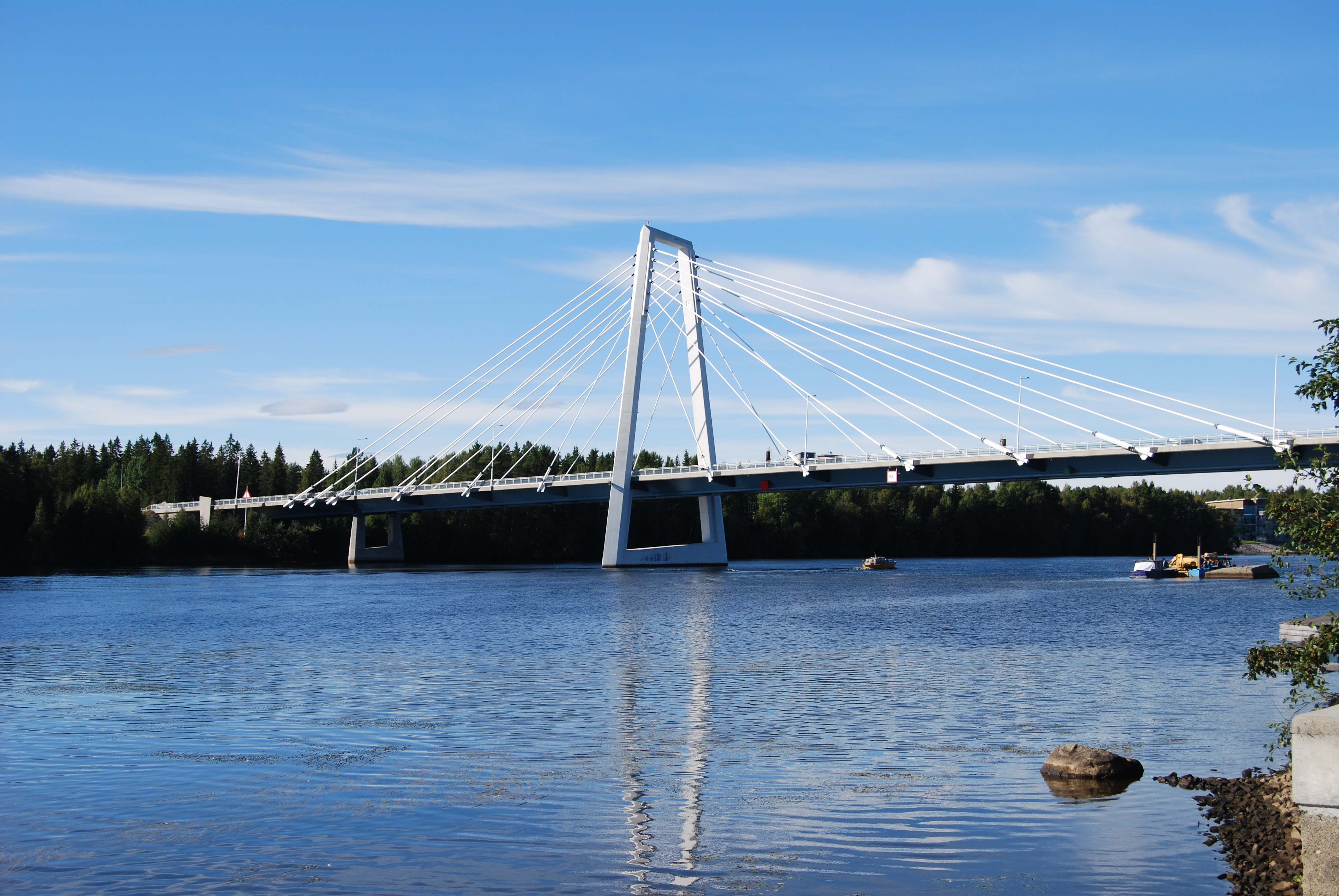
Kolbäcksbron

### Straßenverkehr
Umeå liegt an den Europastraßen 4 und 12. Letztere beginnt im 18 Kilometer südlich gelegenen Hafenort Holmsund und führt über die Skanden nach Norwegen. Beide Straßen werden im Süden der Stadt mit der Kolbäcksbron über den Ume älv geführt.

### Flughafen
Im Stadtteil Alvik, circa 4,5 Kilometer südlich der Innenstadt, gibt es seit 1962 einen Flughafen.

### Bahnverkehr
Die Stadt ist über die Bahnstrecke Vännäs–Holmsund an die Stambanan genom övre Norrland, Bräcke–Boden, angeschlossen.

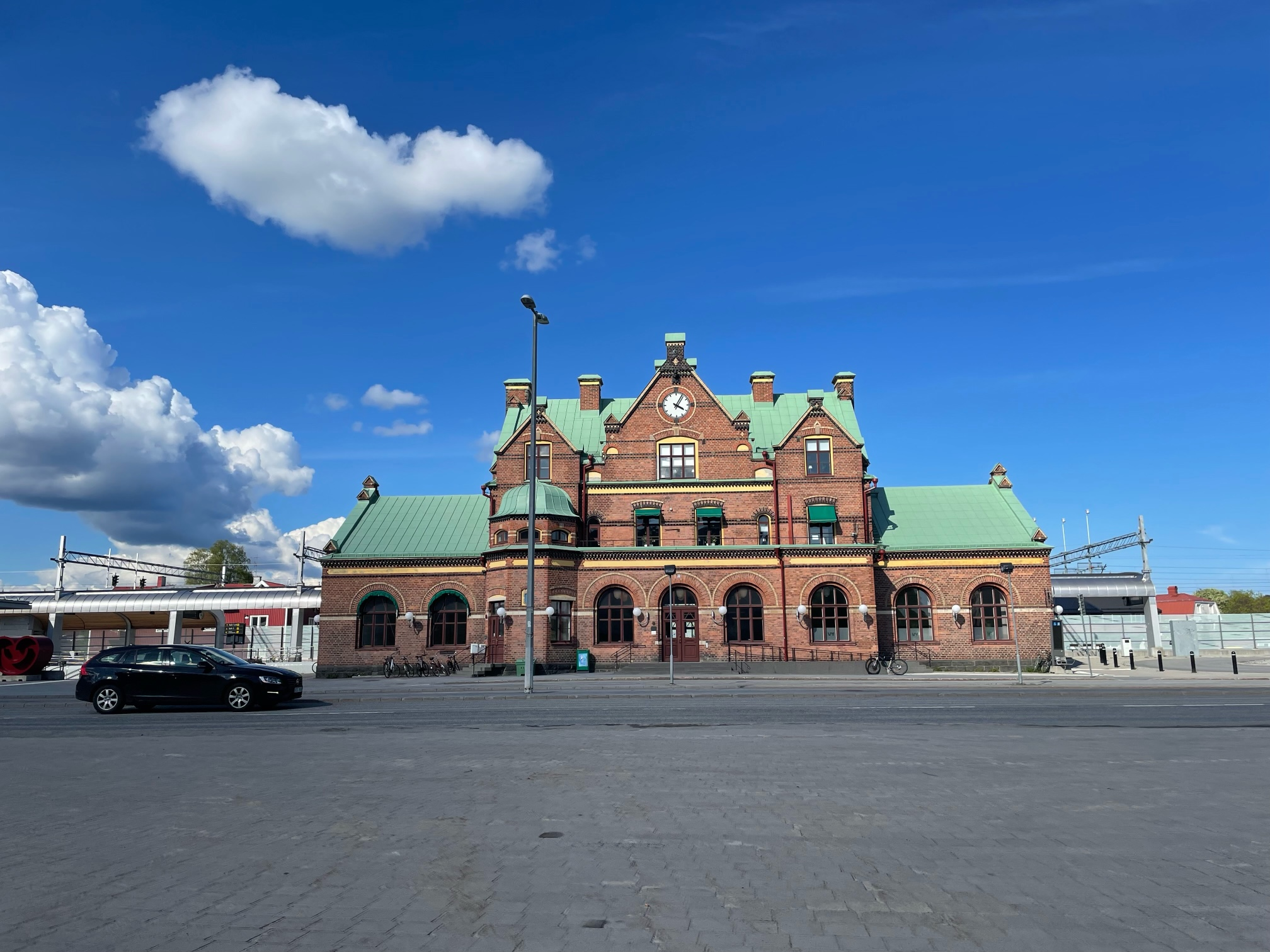
Bahnhof Umeå Central

Der historische Hauptbahnhof ist Umeå Central. Ende August 2010 wurde die Botniabana, eine Eisenbahnstrecke von Nyland in der Gemeinde Kramfors nach Umeå, eröffnet. An ihr liegt im Osten der Stadt, an der Uni-Klinik, ein zweiter Bahnhof (Umeå Östra).

### Fähre nach Finnland
Vom Hafen Holmsund gibt es tägliche Fährverbindungen nach Vaasa in Finnland. Nach Vaasa dauert die Überfahrt ca. 4,5 Stunden.

## Kultur
Umeå ist bekannt für eine aktive Musikszene, insbesondere stammen aus der Stadt viele Hardcorebands, als deren bedeutendste Refused gilt. Unter den weiteren Bands aus Umeå finden sich beispielsweise AC4, Cult of Luna, Final Exit, The (International) Noise Conspiracy, Khoma, Meshuggah, Naglfar, Nocturnal Rites, The Perishers und Ye Banished Privateers.
Die Oper NorrlandsOperan befindet sich in Umeå und ist u. a. Austragungsort des jährlichen MADE Festivals, einem Festival für Musik, Tanz und Kultur, das 2012 von dem Musiker David Moss geleitet wird. Weitere Musikfestivals in Umeå sind das Umeå Jazzfestival, Umeå Open, Umeå Kulturnatta, Umefolk, sowie das Visfestival auf der Insel Holmön. Zudem gibt es auch noch das Umeå filmfestival sowie das internationale Literaturfestival Littfest.
Umeå ist in Schweden außerdem als Zentrum der Veganer- und Straight Edge-Bewegungen der 1990er Jahre bekannt.
Umeå war 2014 gemeinsam mit Riga Kulturhauptstadt Europas.

## Sport
Die bekanntesten Sportklubs aus Umeå sind die Frauenfußballmannschaft Umeå IK, die mehrmals die schwedische Meisterschaft sowie den UEFA Cup gewann und von 2004 bis 2008 Heimatverein der brasilianischen Weltfußballerin Marta war, sowie die Eishockeymannschaft IF Björklöven, die in den 1980er Jahren sehr erfolgreich war.
Weitere bekannte Sportklubs sind:
- Fußball
  - Frauen
    - Umeå IK
    - Umeå Södra FF

  - Männer
    - Umeå FC
    - Ersboda SK
    - Mariehem SK
- Eishockey
  - IF Björklöven
- Floorball
  - Ersboda SK
  - IBK Dalen
  - IKSU
  - Team Thorengruppen SK
- Volleyball
  - IKSU
- Skilanglauf, Leichtathletik, Orientierungslauf
  - IFK Umeå

Im Februar 2022 wurde in und um Umeå zum ersten Mal die Rallye Schweden ausgetragen, die ein Lauf zur Rallye-Weltmeisterschaft ist. Die Rallye wird für mindestens zwei weitere Jahre in Umeå stattfinden.
Des Weiteren findet in Umeå jährlich die Weltmeisterschaft im Brennball statt.

## Stadtteile

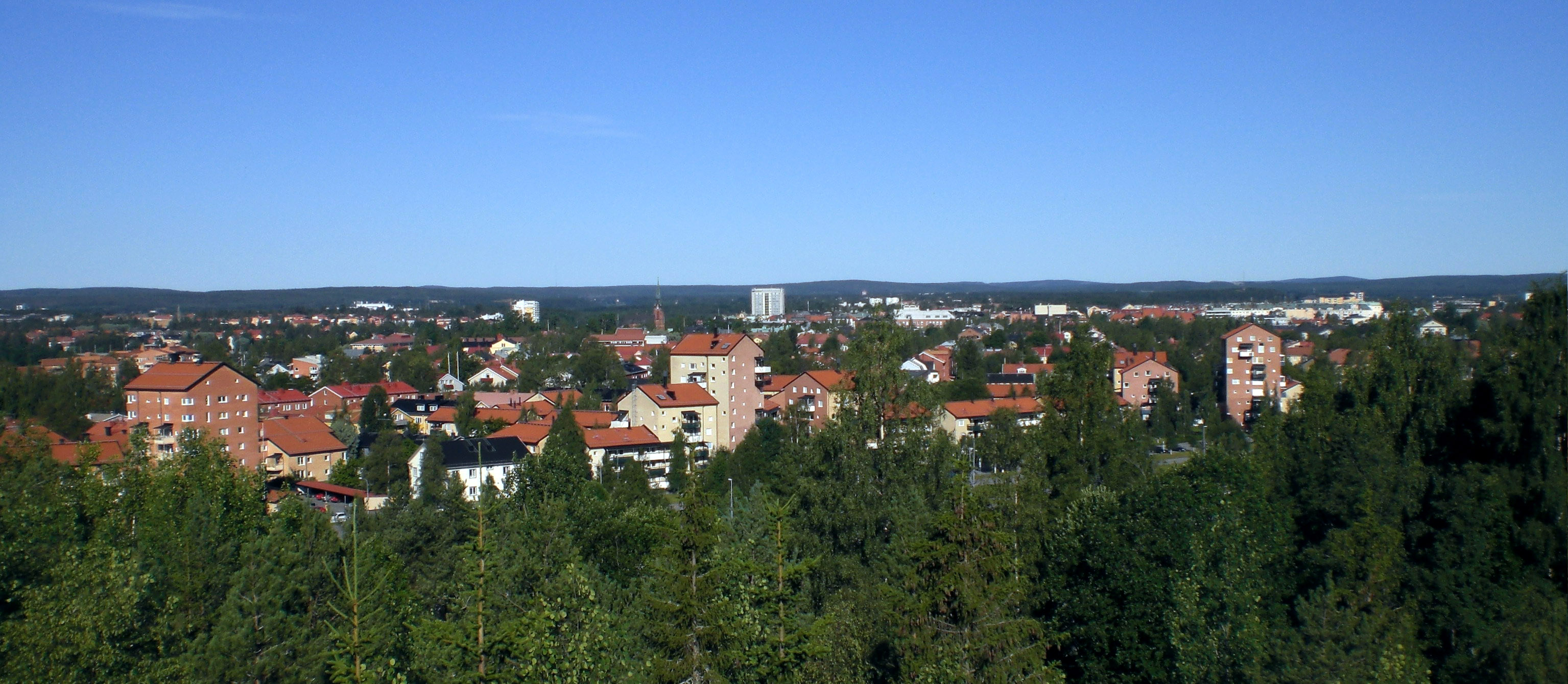
Blick über die Innenstadt

Umeå gliedert sich in fünf größere Stadtbezirke, die in kleinere Stadtteile (stadsdelar) unterteilt werden. Die Bezirke sind Centrala Umeå, das Zentrum, sowie Östra Umeå, Norra Umeå, Västra Umeå und Södra Umeå, die nach den Himmelsrichtungen Osten, Norden, Westen und Süden benannt sind.
- Centrala Umeå gliedert sich in die Stadtteile Centrum, Öst på Stan, Väst på Stan, Östermalm und Öbacka Strand, der sich in Planung befindet.
- Norra Umeå: Västra Ersboda, Östra Ersboda, Sandbacka, Haga, Umestan, Gammlia, Marieberg, Mariedal
- Västra Umeå: Backen, Umedalen, Grisbacka, Grubbe, Rödäng, Västerslätt, Västerhiske
- Södra Umeå: Teg, Väst-Teg, Öst-Teg, Böleäng, Röbäck, Röbäcksdalen, Ön
- Östra Umeå: Ålidhöjd, Ålidhem, Mariehem, Universitetsområdet, Olofsdal, Berghem, Mariestrand, Nydalahöjd, Carlshem, Sofiehem, Tomtebo, Gimonäs

## Städtepartnerschaften

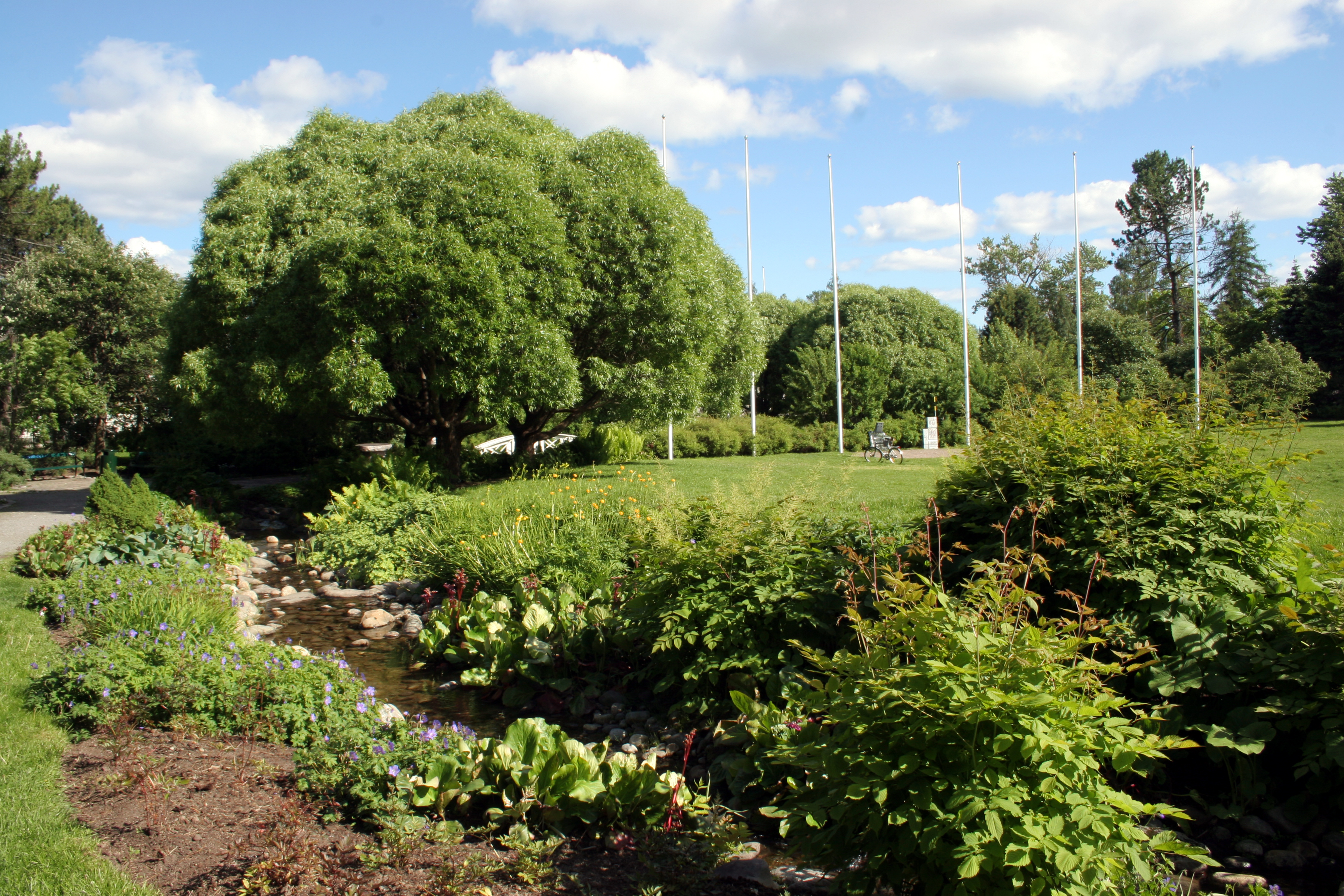
Vänortsparken (frei übersetzt „Partnerstadtspark“)

- Würzburg, Deutschland (seit 1992)[14]
- Harstad, Norwegen
- Petrosawodsk, Russland
- Vaasa, Finnland
- Helsingør, Dänemark
- Saskatoon, Kanada
- Kaschan, Iran
- Oxford, Vereinigtes Königreich

## Söhne und Töchter der Stadt
- Petrus Kenicius (1555–1636), lutherischer Theologe und Erzbischof von Uppsala
- Benkt Norelius (1886–1974), Turner
- Astrid Väring (1892–1978), Schriftstellerin
- Edmund Lindmark (1894–1968), Turner
- Gus Forslund (1906–1962), Eishockeyspieler
- Georg von Boisman (1910–1985), Moderner Fünfkämpfer
- Gunnar Wåhlberg (1910–1995), Militärpatrouillenläufer
- Bengt Ljungquist (1912–1979), Fechter und Dressurreiter
- Stig Lindberg (1916–1982), Designer
- Lars Widding (1924–1994), Schriftsteller, Journalist und Drehbuchautor
- Assar Lindbeck (1930–2020), Ökonom
- Gun Röring (1930–2006), Turnerin
- Ola Ullsten (1931–2018), Politiker und Diplomat
- Staffan Normark (* 1945), Mikrobiologe
- Thommy Abrahamsson (* 1947), Eishockeyspieler
- Stieg Larsson (1954–2004), Journalist und Autor
- Stefan Persson (* 1954), Eishockeyspieler
- Lena Micko (* 1955), Politikerin
- Åke Sandgren (* 1955), dänisch-schwedischer Filmregisseur, Drehbuchautor und Filmproduzent
- Eva Dahlgren (* 1960), Sängerin und Autorin
- Åsa Nyström (* 1960), Pfarrerin
- Roger Hägglund (1961–1992), Eishockeyspieler
- Jens Fjellström (* 1964), Fußballspieler
- Elisabet Gustafson (* 1964), Curlerin
- Mats Gustafsson (* 1964), Musiker und Komponist
- Elisabeth Persson (* 1964), Curlerin
- Mikael Jansson (* 1965), Politiker und ehemaliger Parteivorsitzender der Sverigedemokraterna
- Jonas Knutsson (* 1965), Jazzmusiker und -komponist
- Morgan Ågren (* 1967), Fusionmusiker
- Per Helander (* 1967), Physiker
- Mathias Dahlgren (* 1969), Koch, Gewinner des Bocuse d’Or
- Karl Backman (* 1970), Musiker und Künstler
- Fredrik Thordendal (* 1970), Gitarrist und Komponist
- Björn Berg (* 1972), Beachvolleyballspieler
- Dennis Lyxzén (* 1972), Sänger und Musiker
- Eva-Karin Westin (* 1972), Biathletin
- Mats Lindmark (* 1974), deutsch-schwedischer Eishockeyspieler
- Ylva Lindberg (* 1976), Eishockeyspielerin und -trainerin
- Daniel Tjärnqvist (* 1976), Eishockeyspieler
- Per Elofsson (* 1977), Skilangläufer
- Per-Anton Lundström (* 1977), Eishockeyspieler
- Love Larson (* 1978), Maskenbildner und Friseur
- Hanna Ljungberg (* 1979), Fußballspielerin
- Mathias Tjärnqvist (* 1979), Eishockeyspieler und -trainer
- Anja Pärson (* 1981), Skirennläuferin
- Sofia Lundgren (* 1982), Fußballspielerin
- Mikael Dahlberg (* 1985), Fußballspieler
- Johanna Holma (* 1985), Biathletin
- Karolina Öhman (* 1985), Musikerin
- Amanda Kernell (* 1986), schwedisch-samische Filmregisseurin
- Mikael Lustig (* 1986), Fußballspieler
- Maria Pietilä Holmner (* 1986), Skirennläuferin
- Frida Nevalainen (* 1987), Eishockeyspielerin
- Daniel Rahimi (* 1987), iranisch-schwedischer Eishockeyspieler
- Emma Berglund (* 1988), Fußballspielerin
- Kristofer Berglund (* 1988), Eishockeyspieler
- Teodor Peterson (* 1988), Skilangläufer
- Emma Kullberg (* 1991), Fußballspielerin
- Tove Styrke (* 1992), Sängerin
- Jonna Sundling (* 1994), Skilangläuferin
- Lucas Wallmark (* 1995), Eishockeyspieler
- Sebastian Aho (* 1996), Eishockeyspieler
- Moa Lundgren (* 1998), Skilangläuferin
- David Åhman (* 2001), Beachvolleyballspieler
- Axel Enlund (* 2007), Volleyballspieler